# Велиж
Вѐлиж (на руски: Велиж) е град в Западна Русия, административен център на Велижки район, Смоленска област. Населението на града през 2010 година е 7326 души.

## История
При избухването на Балканската война през 1912 г. човек от Велиж е доброволец в Македоно-одринското опълчение.

## География
Градът е разположен по брега на река Западна Двина, на 124 километра от Смоленск.

## Личности
Родени в Велиж
- Василий Орех, македоно-одрински опълченец, 1 рота на 9 велешка дружина, ранен на 7 ноември 1912 година, носител на орден „За храброст“ IV степен[2]